# Rutgers University
Rutgers, The State University of New Jersey (også kendt som Rutgers University), er delstaten New Jerseys største institution for højere uddannelser med 36.888 bachelorstuderende og 12.872 kandidat -og Ph.d. studerende. Rutgers University har 2.636 videnskabeligt ansatte. Universitetet, som er i verdensklasse, blev oprindeligt stiftet som Queen's College i 1766, og er dermed USA's 8. ældste universitet. Efter USA's frihedskamp mod England gav sådanne royale betegnelser ikke mening, hvorfor universitetet i 1825 blev opkaldt efter revolutionshelten Colonel Henry Rutgers. Selvom universitetet blev stiftet som en privat institution tilknyttet den hollandsk-reformerte kirke og kun tillod mandlige studerende, er Rutgers i dag et statsligt drevet universitet for begge køn og alle religioner.
Rutgers University er spredt over tre campusområder. Hovedcampus findes i New Brunswick i det centrale New Jersey, hvor den berømte College Avenue udgør samlingspunktet for de forskellige fakulteters bygninger. Det er også her at "Old Queen's", universitetets ældste bygning findes. De to andre campusområder findes i Newark i det nordlige New Jersey, og i Camden i det sydlige New Jersey.
Rutgers University kendes som fødestedet for det vi i dag kender som amerikansk fodbold. Den første college football kamp blev spillet mellem Rutgers og nabouniversitetet Princeton University i november 1869. Rutgers har historisk haft en akademisk og sportslig rivalisering med Princeton, der valgte at deltage i de sportslige aktiviteter imellem amerikanske universiteter, der senere blev kaldt "Ivy League". Rutgers valgte at stå alene, og blev dermed ikke en del af Ivy League, et historisk tilhørsforhold der i dag tilskrives en del prestige; nu i højere grad akademisk end sportslig. Rutgers blev på den måde til en vis grad overgået af "lillebror" Princeton University. Det offentligt ejede Rutgers University betegnes i dag som et såkaldt Public Ivy-universitet i anerkendelse af det fagligt høje niveau på universitetet. 
Rutgers har, selvom det er statsejet og får statstilskud til driften, en formue på $470 millioner, hvilket ikke er imponerende i forhold til den privatejede nabo Princetons $ 15,8 milliarder. 
Amerikanske studerende vælger i høj grad universitet efter disse formuer (endowments), da de sammen med den studerendes egen undervisningsafgift (tuition) finansierer de studerendes faciliteter og undervisning. De store formuer skænkes af private velgørere, der ofte er alumner fra universiteterne. 

## Eksterne links
- Wikimedia Commons har flere filer relateret til Rutgers University

| Skole | Spire Denne artikel om en skole, en uddannelsesinstitution eller uddannelse er en spire som bør udbygges. Du er velkommen til at hjælpe Wikipedia ved at udvide den. |

40°30′06″N 74°26′53″V / 40.5017°N 74.4481°V